# Justo Navarro
Justo Navarro Velilla (Granada, 28 agosto 1953) è uno scrittore e poeta spagnolo.

## Biografia
Nato nel 1953 a Granada, vive e lavora a Malaga.
Laureato in Filologia romanza all'Università, ha esordito in ambito letterario con tre raccolte di poesie prima della pubblicazione del suo primo romanzo nel 1988.
Traduttore dall'inglese e dall'italiano di numerosi autori tra i quali Susanna Tamaro, Paul Auster, Francis Scott Fitzgerald e Virginia Woolf, scrive sul quotidiano spagnolo El País.
Premiato con numerosi riconoscimenti tra i quali il Premio Herralde nel 1990, dal 2003 è socio dell'Academia de Buenas Letras de Granada.

## Opere

### Poesia
- Serie negra (1976)
- Los nadadores (1985)
- Un aviador prevé su muerte (1986)
- Mi vida social (2010)

### Romanzi
- El doble del doble (1988)
- Sorella morte (Hermana muerte) (1990), Nardò, Besa, 2002 traduzione di Giovanni Caprara ISBN 88-497-0094-6.
- Accidentes íntimos (1990)
- La casa del padre (1994), Roma, La Nuova Frontiera, 2002 traduzione di Valentina Manacorda ISBN 88-8373-099-2.
- Oppi (1998), Milano, Mondadori, 2004 traduzione di Michela Finassi Parolo ISBN 88-04-53058-8.
- L' anima del controllore di volo (El alma del controlador aéreo), (2000), Roma, La Nuova Frontiera, 2005 traduzione di Elena Campani ISBN 88-8373-040-2.
- Victoria: una novela negra abandonada (2004)
- Oppi, una obsesión (2005)
- F (2006)
- Finalmusik (2007), Roma, Voland, 2010 traduzione di Francesca Lazzarato ISBN 978-88-6243-064-7.
- La spia (El espìa) (2012), Roma, Voland, 2012 traduzione di Francesca Lazzarato ISBN 978-88-6243-112-5.
- Gran Granada (2015)
- Petit Paris (2019)

### Saggi
- Arthur Batut, fotógrafo (1846-1918) scritto con Serge Negre (2001)
- El videojugador. A propósito de la máquina recreativa (2017)

## Riconoscimenti
- Premio de la Crítica de poesía castellana : 1986 per Un aviador prevé su muerte
- Premio Herralde : 1990 per Accidentes íntimos
- Premio Andalucía de la Crítica : 1995 per La casa del padre e 2016 per Gran Granada